# 瑪陵坑
瑪陵坑，是基隆市七堵區的一個地名，位於該區西北部，範圍大致包括瑪西里、瑪東里、瑪南里不含東北部凸出部分。

## 歷史
台灣清治末期至日治前期，瑪陵坑地區為一街庄，稱為「瑪陵坑庄」，隸屬於石碇堡。該庄北與頂萬里加投庄、中萬里加投庄為鄰，東與大武崙庄、鶯歌石庄為鄰，南邊為七堵庄、六堵庄、五堵庄，西邊為友蚋庄。
1901年（日治明治三十四年）11月，該庄隸屬於基隆廳，編入第十七區。1905年（明治三十八年）7月，第十七區改名「瑪陵坑區」。1920年（大正九年），該庄改制為「瑪陵坑」大字，隸屬於臺北州基隆郡七堵庄，大字下有「東勢下股」、「東勢中股」、「東勢上股」、「西勢仙洞坑」、「西勢內寮」、「西勢面桶寮」小字名。
戰後七堵庄改制為七堵鄉，隸屬於臺北縣，大字亦改制為村。1947年1月，七堵鄉劃歸基隆市，並改稱七堵區，村改制為里。1949年2月，暖暖、七堵分治，本地區仍屬七堵區。

## 交通
省道台62線即為東西向快速公路－萬里瑞濱線，在瑪陵坑地區設有七堵一交流道（大同街）、七堵二交流道（大華二路）。該道路與國道1號、國道3號分別以大華系統交流道、瑪東系統交流道連接，可由此等路線向北前往基隆市區，或向南前往台灣西部各地。
國道1號、國道3號分別經過本地區南部邊界地帶及中南部，均未設一般交流道。